# Victoria Atkins
Victoria Mary Atkins (nacida el 22 de marzo de 1976) es una política británica que ocupa el cargo de Secretaria de Estado de Salud y Atención Social desde noviembre de 2023. Anteriormente tuvo el cargo de Secretaria de Finanzas del Tesoro desde octubre de 2022 hasta noviembre de 2023. Miembro del Partido Conservador, fue elegida por primera vez miembro del Parlamento (MP) por Louth y Horncastle en Lincolnshire en 2015. Antes de su carrera política, trabajó como abogada especializada en el campo del fraude.
Atkins es hija del veterano diputado conservador Robert Atkins. Fue nombrada Subsecretaria de Estado Parlamentaria para la Salvaguardia en el Ministerio del Interior en noviembre de 2017 por la primera ministra Theresa May. Tras la formación del primer ministerio de Johnson en julio de 2019, permaneció en su puesto. El 16 de septiembre de 2021, durante la reorganización del gabinete, Atkins fue nombrado Ministro de Estado de Prisiones y Libertad Condicional y Ministro de Reasentamiento Afgano, supervisando la Operación Pitting antes de dimitir de ese cargo en 2022 durante la crisis de gobierno.

## Primeros años y carrera jurídica
Victoria Mary Atkins nació el 22 de marzo de 1976 en Londres. Es hija de Sir Robert Atkins, exdiputado y eurodiputado conservador, y Lady (Dulcie) Atkins, concejala y alcaldesa conservadora. Le diagnosticaron diabetes tipo 1 cuando tenía tres años. Atkins cursó estudios en Arnold School, una escuela privada mixta independiente en Blackpool, Lancashire, y estudió derecho en Corpus Christi College, Cambridge.
Atkins fue llamada al colegio de abogados (Middle Temple) en 1998. Trabajó como abogada en el campo del fraude en Londres.

## Carrera política
En 2010, Atkins fue preseleccionada para el puesto fijo del distrito de Salisbury, y finalmente perdió ante John Glen, quien fue elegido diputado para ese puesto. En noviembre de 2012, se presentó sin éxito a las primeras elecciones de Comisionado de Policía y Crimen para el área de policía de Gloucestershire. Aunque obtuvo la mayoría de los votos primarios, perdió ante el ex superintendente de la policía Martin Surl (un candidato independiente) tras contarse los votos secundarios.
Para las elecciones de 2015, estuvo en las listas para el puesto de Tonbridge y Malling, junto con Edward Argar, Chris Philp y Tom Tugendhat. Tugendhat ganó la selección; Atkins y sus otros oponentes fueron seleccionados para escaños en otros lugares a tiempo para las mismas elecciones.

## Carrera parlamentaria
Atkins fue seleccionada entre otros tres candidatos más en julio de 2014 como candidata conservadora por Louth y Horncastle, en un congreso (denominado por el partido como "Primaria Abierta") de alrededor de 200 miembros del partido local en Spilsby. Es un escaño fijo conservador; todas sus áreas han sido ocupadas de forma ininterrumpida por el partido desde 1924. El diputado saliente fue Sir Peter Tapsell, quien en ese momento era el padre de la Cámara de los Comunes (título que se otorga al miembro de mayor rango), habiendo servido en el área durante casi 50 años, además de su servicio parlamentario anterior. El ex Primer Ministro John Major (que ingresó por primera vez a la Cámara de los Comunes al mismo tiempo que su padre) apoyó su primera campaña electoral parlamentaria y la conoce "desde que nació".
Después de convertirse en diputada por Louth y Horncastle en las elecciones generales de 2015, Atkins fue nombrada miembro del Comité Selecto de Asuntos Internos en julio de 2015.